# L'Inconnu du lac
L'Inconnu du lac (O Desconhecido do Lago (título em Portugal) ou Um Estranho no Lago (título no Brasil)) é um filme de drama ,suspense e erótico escrito e realizado por Alain Guiraudie. O filme foi apresentado no Festival de Cannes em 12 de junho de 2013, na mostra Un certain regard, onde Guiraudie venceu o prémio por Melhor Realização. Nesse mesmo evento, o filme também ganhou o prémio Queer Palm. O filme foi projetado na sessão Contemporary World Cinema da trigésima oitava edição do Festival Internacional de Cinema de Toronto.
O filme foi lançado em Portugal a 21 de novembro de 2013 e no Brasil a 13 de dezembro de 2013.

## Elenco
- Pierre Deladonchamps como Franck
- Christophe Paou como Michel
- Patrick d'Assumçao como Henri

## Produção
O filme contém cenas de sexo simuladas, cuidadosamente realizadas entre os dois atores protagonistas sob supervisão do realizador, para que tudo transcorresse normalmente. Há, no entanto, cenas reais de masturbação, ejaculação e sexo oral. Em entrevista, Deladonchamps esclareceu como se dava o processo de concepção e filmagem destes momentos da obra: "Repetimos essas cenas em estúdio. Algumas delas foram até coreografadas, o que me ajudou muito. A gente não gravou no improviso, sabíamos como se passaria a cena, às vezes até o último detalhe (...)". Na mesma entrevista, ele defendeu o processo: "(...) Alain [Guiraudie, o diretor] nunca tentou obter de nós aquilo que não queríamos fazer. No fim das contas, foi bem menos complicado do que imaginei. Tudo transcorreu bem."
Por seu papel, Pierre ganhou o César de Melhor Ator Revelação.
O filme foi rodado no Lago de Sainte-Croix em Provença, entre setembro de 2012.